# Gozdec
Gozdec este o localitate din comuna Laško, Slovenia, cu o populație de 52 de locuitori.